# Svetlogorsk
Svetlogorsk (in russo Светлогорск?; fino al 1945: Rauschen in tedesco; רוישן Royschen in idisch) è una città della Russia, parte dell'Oblast' di Kaliningrad. La città affaccia sul Mar Baltico dalla penisola e regione storica della Sambia, in ex Prussia Orientale.